# Обратная сторона полуночи (фильм)
«Обратная сторона полуночи» (англ. The Other Side of Midnight) — американский кинофильм. Экранизация одноимённого произведения Сидни Шелдона.

## Сюжет
Действие происходит в 1939—1947 годах и касается жизненных историй двух женщин.
Француженка Ноэль Паж родилась в Марселе в бедной семье. Родители решили воспользоваться привлекательностью юной дочери, чтобы выбраться из нищеты и, фактически, продали её богатому коммерсанту. Добыв у него денег Ноэль рвёт с ним и родными, и уезжает в Париж, чтобы добиться славы и успеха. Но в первый же день она попадает в ряд неприятностей, из которых её выручает американский лётчик Ларри Дуглас. Между молодыми людьми начинается роман, Ноэль, знавшая до этого лишь цинизм и похоть, начинает верить в настоящую любовь. Однако Ларри должен уехать по делам, он просит Ноэль ждать его возвращения, но... не возвращается. Узнав от его приятеля, что Ларри уже завёл роман с другой, Ноэль окончательно теряет веру в людей. Она избавляется от ребёнка Ларри и поступает манекенщицей в дом мод. В Париж вступают немцы. Несмотря на оккупацию, Ноэль делает карьеру: она знакомится с влиятельными мужчинами в мире театра и кино, соблазняет их, покоряет своей услужливостью и готовностью на все, лишь бы быть рядом, и неизменно бросает, едва знакомится с более перспективным покровителем. Когда у неё появляются деньги, она нанимает частного детектива, чтобы он навёл справки о Ларри Дугласе. Так, незримо, она следит за его судьбой на протяжении нескольких лет. В это время она обретает известность и знакомится с греческим магнатом Константином Демерисом, который влюбляется в Ноэль и обеспечивает ей беспрецедентный уровень жизни... Теперь у Ноэль достаточно денег, чтобы отомстить Ларри.
Кэтрин Александр, американка, приезжает в Вашингтон, чтобы сделать карьеру. Она получает место секретаря у Билла Фрейзера, известного в мире связей с общественностью бизнесмена. Благодаря трудолюбию и нестандартному мышлению она быстро продвигается по карьерной лестнице. Во время подготовки агитационного фильма о лётчиках она знакомится с Ларри Дугласом, который вскоре делает ей предложение. Однако, несмотря на сильные взаимные чувства, вскоре после окончания войны семейная жизнь дает трещину: в то время как у Кэтрин всё складывается хорошо, Ларри не может найти стабильной работы в мирное время, так как его все время практически без причины увольняют. Ларри становится раздражительным, прикладывается к бутылке, Кэтрин не может ничем ему помочь и тоже страдает... 
Наконец, Ларри, кажется, улыбается удача: ему предлагают стать пилотом частного самолёта в Европе, у магната Константина Демериса. Кэтрин решает оставить работу у Фрейзера и последовать в Афины за мужем, которому наконец-то выпал шанс. 
Ни Ларри, ни тем более Кэтрин не знают, что и за всеми неприятностями семьи Дуглас, и за внезапным приглашением в Грецию всё время стояла Ноэль, которая через своего детектива финансировала все увольнения предавшего её человека.
В день прибытия Ларри в резиденцию Демериса, Ноэль предвкушает его изумление... Однако оказывается, что Ларри даже не узнал её: ведь в блестящей и роскошной возлюбленной магната не осталось больше ничего от той Ноэль, что когда-то приехала в Париж в поисках успеха... Ноэль начинает свою месть: поскольку Ларри нанят для её личного самолёта, она начинает всячески изводить его и унижать. Ларри, не по наслышке знающий, что такое терять работу - вынужден терпеть. Поведение Ноэль становится всё более ужасным, пилот Дуглас находится буквально на грани нервного срыва. Во внезапном озарении он вспоминает Ноэль и их роман и требует объяснений, но Ноэль к этому моменту понимает, что не смогла забыть любовь к Ларри, поэтому начавшийся скандал заканчивается в постели...
Ларри становится тайным любовником женщины, которую любит один из самых богатых и влиятельных людей в мире. Демерис ни о чем не подозревает, он рад, что между пилотом и Ноэль наконец-то воцарился мир. Однако Ноэль становится всё более требовательной. Она хочет, чтобы Ларри развёлся и соединил свою судьбу с её. Кэтрин, котоаря столько сделала для мужа, потрясена его просьбой о разводе - и отказывает. Постепенно Ноэль становится одержимой и уговаривает Ларри просто убить жену. Ларри, опьяненный страстью к Ноэль, предпринимает неудачную попытку оставить Кэтрин во время экскурсии в пещере, чтобы она заблудилась и можно было выдать её гибель за несчастный случай... Однако Кэтрин спасают и привозят домой. Ночью Кэтрин просыпается и слышит голоса в соседней комнате: пока она прибывала в бессознательном состоянии, к ним в дом приехала Ноэль, требующая от Ларри действовать немедленно... В ужасе, Кэтрин выбирается из дома и в одной ночной рубашке бежит к лодочному причалу. Последнее, что она успела перед тем, как выйти из дома, это написать записку, в которой называет своими убийцами мужа и Ноэль Паж. Эта записка попадает в руки греческой полиции. За предумышленное убийство Ларри и Ноэль грозит смертная казнь. Однако, несмотря на отвязанную в ту дождливую ночь лодку, записку и множество свидетельств против пары, тело Кэтрин не найдено. К Ноэль, томящейся в камере в ожидании суда, приходит Демерис и признается, что, несмотря на предательство, он любит Ноэль и хочет её спасти. Нанятый им адвокат блестяще проводит защиту. Однако перед окончанием слушаний он предлагает Ларри и Ноэль необычный ход: чтобы исключить передачу дела в руки присяжных, которые все-таки могут признать их виновными, им следует сознаться, чтобы их судьбу решали только судьи, с которыми Демерис уже все решил - они отделаются небольшими сроками, которые вовсе не будут отбывать... Однако в момент оглашения приговора становится ясно, что Демерис лишь притворялся сломленным и готовым на всё ради любви к Ноэль: он не простил предательства и сумел отомстить обоим. Ларри и Ноэль приговаривают к смертной казни.
После того, как приговор над Ноэль и Ларри свершен, Демерис едете в отдаленный греческий монастырь, где делает крупное пожертвование в благодарность за то, что настоятельница и сёстры спасли женщину, которую несколько месяцев назад полумертвую вынесло на берег. Эта женщина Кэтрин.

## В ролях
- Мари-Франс Пизье — Ноэль Паж
- Джон Бек — Ларри Дуглас
- Сьюзан Сарандон — Кэтрин Александер Дуглас
- Раф Валлоне — Константин Демерис, греческий магнат
- Клу Гулагер[англ.] — Билл Фрейзер
- Кристиан Маркан — Арманд Готье
- Майкл Лернер — Арманд Готье
- Соррелл Бук[англ.] — Ланчон
- Энтони Пондзини[англ.] — Пол Метаксас
- Луис Зорич[англ.] — Зорих как Демонид
- Чарльз Сиоффи[англ.] — Чот
- Ховард Хессеман[англ.] — О’Брайен
- Титос Вандис — судья
- Димитра Арлисс — сестра Тереза
- Жозетт Банзе — мадам Роза
- Курт Лоуэнс — Генри Корреджер

## Номинации
- 1978 — Номинация на премию «Оскар» за лучший дизайн костюмов — Ирен Шарафф[2]